# Gente comune (album)
Gente comune è il nono album di inediti di Fiorella Mannoia pubblicato il 20 ottobre 1994.

## Il disco
L'album è stato prodotto e arrangiato da Piero Fabrizi per la Harpo (Catalogo: HRP 4776922) e distribuito dalla Sony BMG; l'orchestra viene diretta dal maestro Celso Valli.  L'album raggiunge l'ottava posizione nella classifica italiana per poi risultare il 56º album più venduto del 1994.
Il singolo L'altra madre è stato reinterpretato dal suo autore, Enrico Ruggeri, nell'album Fango e stelle del 1996.
La traccia che chiude l'album Non voglio crescere più è una cover di I Don't Wanna Grow Up scritta da Kathleen Brennan e Tom Waits, l'adattamento del testo in italiano è stato fatto da Enrico Ruggeri.

## Tracce
1. Crazy Boy – 4:42 (testo: Samuele Bersani – musica: Piero Fabrizi; edizioni musicali Il Ponte, Pressing)
2. L'altra madre – 5:47 (Enrico Ruggeri e Luigi Schiavone; edizioni musicali Il Ponte, Penelope, Merak Music)
3. Piccola, piccola – 4:09 (Ivano Fossati; edizioni musicali Il Volatore)
4. Il culo del mondo (O' cu' do mundo) (feat. Caetano Veloso) – 3:57 (Piero Fabrizi, Anna Lamberti Bocconi e Caetano Veloso; edizioni musicali BMG Ariola)
5. Inverno – 1:47 (Piero Fabrizi; edizioni musicali Il Ponte)
6. Giovanna D'Arco – 4:52 (Francesco De Gregori; edizioni musicali Serraglio)
7. Camicie rosse – 5:18 (Massimo Bubola; edizioni musicali Il Ponte, Stukas)
8. Che vita sarai – 5:45 (testo: Massimo Bubola – musica: Piero Fabrizi; edizioni musicali Il Ponte, Stukas)
9. Normandia – 3:35 (Piero Fabrizi; edizioni musicali Il Ponte)
10. Non voglio crescere più (I Don't Wanna Grow Up) (feat. Enrico Ruggeri) – 4:13 (Kathleen Brennan, Enrico Ruggeri, Tom Waits; edizioni musicali Jalma Music)

## Formazione
- Fiorella Mannoia – voce, battito di mani
- Piero Fabrizi – chitarra acustica, battito di mani, mandolino, chitarra elettrica, tastiera
- Paolo Gianolio – chitarra acustica, basso, chitarra elettrica, chitarra a 12 corde
- Stefano Melone – programmazione
- Celso Valli – tastiera
- Pier Michelatti – basso
- Lele Melotti – batteria
- Roberto Vernetti – programmazione
- Vittorio Cosma – tastiera
- Giovanni Boscariol – organo Hammond
- Giamba Lizzori – percussioni, battito di mani
- Luca Bignardi – programmazione
- Alfredo Golino – batteria
- Silvio Orlandi – ghironda
- Paolo Costa – basso
- Elio Rivagli – batteria, percussioni, battito di mani
- Gavyn Wright – violino
- Demo Morselli – tromba, flicorno, trombone
- Giulia Fasolino, Lalla Francia, Silvio Pozzoli  – cori

## Classifica italiana
| Classifica | Posizione massima |
| ---------- | ----------------- |
| Italia     | 8                 |

### Classifica di fine anno
| Anno | Paese  | Posizione |
| ---- | ------ | --------- |
| 1994 | Italia | 56        |

## Successo Commerciale
Gente comune raggiunge l'ottava posizione nella classifica italiana, Viene certificato disco di platino, con oltre 100 000 copie vendute.